# سرگذشت حاجی بابا (فیلم)
سرگذشت حاجی بابا (انگلیسی: The Adventures of Hajji Baba) فیلمی آمریکایی به کارگردانی دان وایس محصول سال ۱۹۵۴ است که اقتباس آزادانه‌ای از رمان چندجلدی سرگذشت حاجی بابای اصفهانی اثر جیمز موریه به‌شمارمی‌رود. جان درک و الین استوارت در فیلم نقش‌آفرینی کرده‌اند.

## خلاصهٔ داستان
به جز عنوان، بخشی از فیلمنامه نیز از داستان حاجی بابا اقتباس شده است اما فیلم به طور کلی به ماجرای زندگی پرنسس فوزیه، پرنس نصرالدین و خلیفه می‌پردازد و خارج از داستان کتاب است.

## بازیگران
در این فیلم جان درک در نقش حاجی‌بابا، الین استوارت در نقش پرنسس فوزیه، آماندا بلیک در نقش سرکرده ترکمن‌ها و توماس گومز در نقش عثمان‌آقا به ایفای نقش پرداخته‌اند.